# Aroen Jadoenathmisier
Aroen Jadoenathmisier is een Surinaams topambtenaar en diplomaat. Hij werkte in verschillende functies op het ministerie van Economische Zaken (voorheen Handel en Industrie). Eind 2023 benoemde president Santokhi hem tot ambassadeur bij de Verenigde Naties in Genève.

## Biografie
Aroen Jadoenathmisier werkte voor het ministerie van Handel en Industrie en werd in 2008 bestuursvoorzitter van het toen opgerichte Agrarisch Kredietfonds (AKF), met een startkapitaal van 2,3 miljoen uit de Verdragsmiddelen. In de jaren 2010 stond hij op het ministerie aan het hoofd van de Invoer, Uitvoer en Deviezencontrole (IUD).
Na de verkiezingen van 2020 werd hij benoemd tot directeur van het ministerie van Economische Zaken, Ondernemerschap en Technologische Innovatie, onder minister Saskia Walden. Daarnaast nam hij zitting in de Raad van Commissarissen van de Centrale Bank van Suriname. Ook vertegenwoordigde hij Suriname in enkele regionale organisaties, waaronder het Caribbean Export Development Agency (CEDA). Tot 2023 was hij voorzitter van de Deviezencommissie.
In april 2022 werd Walden opgevolgd door Rishma Kuldipsingh. Bij haar aantreden nam zij een deel van haar staf mee van haar voorgaande post als minister van Arbeid, Werkgelegenheid en Jeugdzaken. Eind 2022 raakten Kuldipsingh en Jadoenathmisier met elkaar in conflict. Uiteindelijk verliet hij deze post.
Eind 2023 benoemde president Santokhi hem tot ambassadeur bij de Verenigde Naties in Genève. Hiermee is hij de eerste die Suriname in Genève vertegenwoordigt. Hij overhandigde zijn geloofsbrieven in april 2024 aan WTO-directeur-generaal Ngozi Okonjo-Iweala. Eind november 2024 overhandigde hij ook zijn geloofsbrieven aan president Viola Amherd van Zwitserland aan.